# Graix
Graix település Franciaországban, Loire megyében. Lakosainak száma 134 fő (2022. január 1.). Graix La Valla-en-Gier, Le Bessat, Colombier és Thélis-la-Combe községekkel határos.

## Népesség
A település népességének változása:
| Lakosok száma | 138  | 117  | 131  | 144  | 151  | 151  | 146  | 143  | 141  | 134  |
|               | 1968 | 1982 | 1990 | 2006 | 2013 | 2015 | 2017 | 2019 | 2020 | 2022 |